# Columbia Motors Company

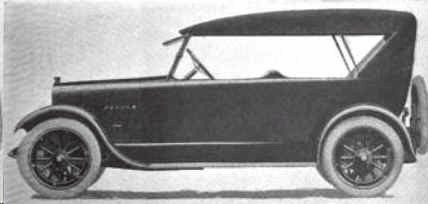
Columbia Six von 1916

Columbia Motors Company war ein US-amerikanischer Hersteller von Automobilen.

## Unternehmensgeschichte

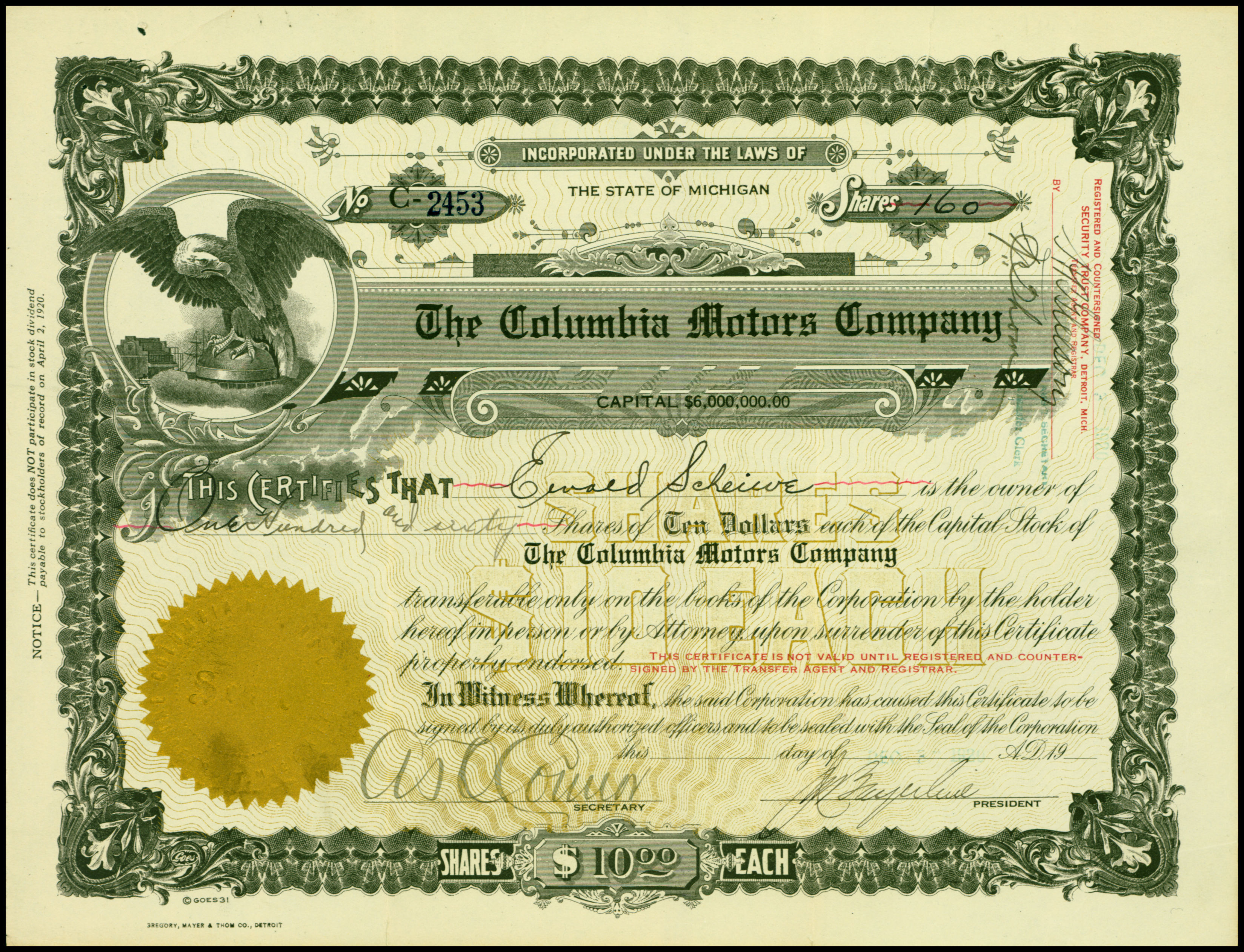
Aktie der Columbia Motors Company vom 4. Januar 1921

J. G. Bayerline, T. A. Bollinger und Walter L. Daly waren bei der King Motor Car Company beschäftigt. 1915 gründeten sie zusammen mit William E. Metzger von der Everitt-Metzger-Flanders Company und A. T. O’Connor, der vorher bei Oldsmobile und Packard tätig war, das Unternehmen. Der Sitz war in Detroit in Michigan. Sie begannen 1916 mit der Produktion von Automobilen. Der Markenname lautete Columbia. Anfangs liefen die Geschäfte gut. 1923 war das Jahr mit der höchsten Verkaufszahl. Im Glauben daran, dass es weiter aufwärts gehen würde, erwarb das Unternehmen Werke von Hudson und Everitt und kaufte die Liberty Motor Car Company auf. Bereits 1924 endete die Produktion. Insgesamt entstanden über 24.000 Fahrzeuge.
Es gab noch andere US-amerikanische Hersteller von Fahrzeugen der Marke Columbia: Columbia Automobile Company, Columbia Engineering Works, Columbian Electric Vehicle Company und Columbia Carriage Company.

## Fahrzeuge
Viele Teile stammten von Zulieferern. Der Sechszylindermotor kam von der Continental Motors Company, Kupplungen von Borg & Beck, Fahrzeuggetriebe von Warner (nach dem Zusammenschluss als BorgWarner firmierend), Achsen von Timken, Wasserkühler von Harrison und Vergaser von Stromberg. Das Fahrgestell hatte immer 292 cm Radstand.
1917 gab es nur das Model D. Die Motorleistung war mit 25,35 PS angegeben. Einziger Aufbau war ein fünfsitziger Tourenwagen.
1918 wurde daraus das Model C. Der Motor blieb unverändert. Ein viersitziger Sports und eine fünfsitzige Limousine ergänzten das Sortiment.
1919 bestand die einzige Änderung darin, dass die bisherige Limousine nun Touren-Limousine genannt wurde.
1920 wurde der Six als Series 20 eingeführt. Der Motor leistete nun 38 PS. Überliefert sind fünfsitziger Tourenwagen, viersitziger Sports, zweisitziger Roadster, fünfsitzige Limousine und viersitziges Coupé.
1921 wurde die Motorleistung mit 55 PS angegeben.
1922 blieb die Motorleistung des Six unverändert. Das Model CC de Luxe war ein fünfsitziger Tourenwagen, das Model CS eine fünfsitzige Limousine, das Model D ein viersitziger Sports, das Model E ein zweisitziger Roadster und das Model H ein viersitziges Coupé. Als Challenger gab es Coupé, Limousine und Tourenwagen mit der gleichen Sitzanzahl wie die gewöhnlichen Modelle. Außerdem wird ein Shooter genannt.
1923 gab es zwei Modellreihen. Im Light Six leistete der Motor 50 PS. Im Angebot standen zweisitzige Coupés und Roadster, fünfsitzige Limousinen und Tourenwagen, viersitzige Special-Coupé und Special-Limousine sowie ein Special-Phaeton. Der Elite hatte einen 55-PS-Motor. Bekannt sind ein viersitziges Coupé sowie fünfsitzige Limousinen, Tourenwagen und Sports.
Im letzten Produktionsjahr 1924 entfiel der Elite, während der bisherige Light Six nun Six genannt wurde. Der Motor leistete 50 PS. Zur Wahl standen zweisitzige Coupés und Roadster, zwei verschiedene fünfsitzige Limousinen, ein fünfsitziger Standard-Phaeton, ein viersitziger Sports sowie mit dem Zusatz Hollywood ein viersitziges Coupé, ein fünfsitziger Phaeton und eine ebenfalls fünfsitzige Special-Limousine.

## Modellübersicht
| Jahr | Modell    | Ausführung       | Zylinder | Leistung (PS) | Radstand (cm) | Aufbau |
| ---- | --------- | ---------------- | -------- | ------------- | ------------- | --- |
| 1917 | Model D   |                  | 6        | 25,35         | 292           | Tourenwagen 5-sitzig |
| 1918 | Model C   |                  | 6        | 25,35         | 292           | Tourenwagen 5-sitzig, Sports 4-sitzig, Limousine 5-sitzig |
| 1919 | Six       |                  | 6        | 25,35         | 292           | Tourenwagen 5-sitzig, Sports 4-sitzig, Touren-Limousine 5-sitzig |
| 1920 | Six       | Series 20        | 6        | 38            | 292           | Tourenwagen 5-sitzig, Sports 4-sitzig, Roadster 2-sitzig, Limousine 5-sitzig, Coupé 4-sitzig |
| 1921 | Six       | Series 20        | 6        | 55            | 292           | Tourenwagen 5-sitzig, Sports 4-sitzig, Roadster 2-sitzig, Limousine 5-sitzig, Coupé 4-sitzig |
| 1922 | Six       | Model CC De Luxe | 6        | 55            | 292           | Tourenwagen 5-sitzig |
| 1922 | Six       | Model CS         | 6        | 55            | 292           | Limousine 5-sitzig |
| 1922 | Six       | Model E          | 6        | 55            | 292           | Sports 4-sitzig |
| 1922 | Six       | Model E          | 6        | 55            | 292           | Roadster 2-sitzig |
| 1922 | Six       | Model H          | 6        | 55            | 292           | Coupé 4-sitzig |
| 1922 | Six       | Challenger       | 6        | 55            | 292           | Tourenwagen 5-sitzig, Coupé 4-sitzig, Limousine 5-sitzig |
| 1922 | Six       | Shooter          | 6        | 55            | 292           | |
| 1923 | Light Six |                  | 6        | 50            | 292           | Tourenwagen 5-sitzig, Roadster 2-sitzig, Special Phaeton, Coupé 2-sitzig, Special Limousine 4-sitzig, Limousine 5-sitzig, Special Coupé 4-sitzig                                                    |
| 1923 | Elite     |                  | 6        | 55            | 292           | Sports 5-sitzig, Coupé 4-sitzig, Limousine 5-sitzig, Tourenwagen 5-sitzig |
| 1924 | Six       |                  | 6        | 50            | 292           | Standard Phaeton 5-sitzig, Roadster 2-sitzig, Hollywood Phaeton 5-sitzig, Coupé 2-sitzig, Tiger Sports 4-sitzig, Limousine 5-sitzig, Hollywood Coupé 4-sitzig, Hollywood Special Limousine 5-sitzig |

## Produktionszahlen
| Jahr  | Produktionszahl |
| ----- | --------------- |
| 1917  | 1.317           |
| 1918  | 1.793           |
| 1919  | 1.718           |
| 1920  | 3.163           |
| 1921  | 3.213           |
| 1922  | 4.807           |
| 1923  | 5.903           |
| 1924  | 2.603           |
| Summe | 24.517          |